# Vĩ tuyến 50 Nam
Vĩ tuyến 50 Nam là một vĩ tuyến nằm ở 50 độ Nam của Mặt phẳng xích đạo của Trái Đất. Nó đi qua Đại Tây Dương, Ấn Độ Dương, Thái Bình Dương và Nam Mỹ.
Ở vĩ tuyến này, có thể nhìn thấy mặt trời trong 16 giờ, 22 phút vào ngày hạ chí và 8 giờ, 4 phút vào ngày đông chí. Vào ngày 21 tháng 12, mặt trời ở mức 63,83 độ trên bầu trời và vào ngày 21 tháng 6, mặt trời ở mức 16,17 độ trên bầu trời.
Độ cao tối đa của Mặt trời là > 25,00º vào tháng 4 và > 18,00º vào tháng 5.

## Địa lý
| Co-ordinates                   | Quốc gia, vùng lãnh thổ và đại dương | Chú thích                                                                             |
| ------------------------------ | ------------------------------------ | ------------------------------------------------------------------------------------- |
| 50°0′N 0°0′Đ / 50°N 0°Đ        | Đại Tây Dương                        |                                                                                       |
| 50°0′N 20°0′Đ / 50°N 20°Đ      | Ấn Độ Dương                          | Đi qua ngay phía nam Quần đảo Kerguelen, Vùng đất phía Nam và châu Nam Cực thuộc Pháp |
| 50°0′N 147°0′Đ / 50°N 147°Đ    | Thái Bình Dương                      | Đi qua ngay phía nam Quần đảo Antipodes, New Zealand                                  |
| 50°0′N 74°53′T / 50°N 74,883°T | Chile                                | Quần đảo Patagonia và vùng lục địa, Vùng Magallanes                                   |
| 50°0′N 73°26′T / 50°N 73,433°T | Argentina                            | Tỉnh Santa Cruz                                                                       |
| 50°0′N 67°54′T / 50°N 67,9°T   | Đại Tây Dương                        |                                                                                       |